# Jason Becker
Jason Eli Becker (Richmond, California; 22 de julio de 1969) es un guitarrista y compositor estadounidense de heavy metal.
En 1989 se le diagnosticó esclerosis lateral amiotrófica, enfermedad que con el pasar de los años le ha atrofiado su cuerpo hasta el punto de quedar completamente inmóvil, de modo que ya no pudo continuar tocando la guitarra.

## Biografía
Jason Becker comenzó a tocar la guitarra desde muy joven, debido a que su padre y su tío eran guitarristas. Tocaba temas de Bob Dylan, Eric Clapton, Jeff Beck, Brian May, Jimi Hendrix, Eddie Van Halen e Yngwie Malmsteen, entre otros. Como él mismo afirma en su video The legendary guitar of Jason Becker, aprendió a tocar de oído y de forma autodidacta, ya que traspasó ampliamente las influencias de su tío y su padre: "escuchaba canciones de Yngwie Malmsteen en sus conciertos o una obra de Stravinski y luego tocaba esas mismas canciones de oído en mi guitarra, los fallos que cometía al tocarlas de oído hicieron que desarrollase mis propias frases". A los 16 años conoce a Marty Friedman, guitarrista que ya había editado un par de discos.

### Cacophony
Junto con Marty Friedman, otro virtuoso que se unió a Megadeth, formó la banda de speed metal llamada Cacophony, fundada por Mike Varney, antiguo dueño de la discográfica Roadrunner. Su primer disco, Speed Metal Symphony (1987), marca un nuevo estilo de solos de guitarra armoniosa, otorgándole a su música un aspecto más elaborado y sinfónico, unido con escalas y armonías exóticas occidentalizadas, estas últimas provenientes de Friedman mientras que las influencias clásicas provenían de Becker. Editan su segundo y último álbum, Go Off! (1988), con temas más lentos y melódicos que el anterior, y con una producción mejor al primero.

### Carrera solista
Su primer disco, Perpetual Burn (1988), demostraba la habilidad técnica y maniobrabilidad de Becker, con muchas influencias clásicas, principalmente barrocas (puestas de moda en la época por Yngwie Malmsteen) e influencias provenientes de Stravinski, es decir neoclásicas y serialistas, como se puede notar en todo su disco, además de las influencias de armonías orientales occidentalizadas que le inculca Marty Friedman en Cacophony y por supuesto, el rock, heavy metal, thrash metal e incluso blues, incluyendo en su canción "Eleven Blue Egyptians" una serie de solos improvisados en Blues Bar en compañía de Marty Friedman.
En 1988 ingresa a la formación de la banda solista de David Lee Roth, cantante de Van Halen, gracias a unos demos en los que Becker interpretaba canciones de Van Halen como Hot for Teacher, entre otras. Este puesto era muy codiciado, ya que estaba reemplazando al muy respetado guitarrista Steve Vai.
En 1989 le diagnostican Esclerosis lateral amiotrófica (ELA), una extraña e inusual enfermedad que atrofia todos los músculos del cuerpo.
En 1990 es elegido como el mejor guitarrista del año por los lectores de la revista Guitar Magazine.
Durante la composición del álbum A Little Ain't Enough, Becker comienza a perder la movilidad de su cuerpo, no puede tocar la guitarra y empieza a componer en un teclado, primero con las dos manos, luego con una, hasta que pierde la movilidad casi total de su cuerpo por culpa de la enfermedad, llegando a poder mover únicamente los ojos, con los que se comunica con su familia y además mediante un sistema informático adaptado a sus ojos empieza a componer su disco Perspective (1996). Este disco tan sólo rescata una canción tocada por él, que es más bien una improvisación, el resto lo compone con los ojos mediante el ordenador y lo interpreta su gran amigo y guitarrista Michael Lee Firkins, acompañado por una orquesta.
Ya sin movilidad, Becker vive con su familia sentado en una silla de ruedas y comunicándose mediante movimientos de sus ojos. Aun así, en 1999 y 2003 editó 2 nuevos discos llamados Raspberry Jams y Blackberry Jams respectivamente, compuestos por demos grabados en su estudio de su casa, ensayos, improvisaciones y rarezas. En dichos discos, su amigo el guitarrista Michael Lee Firkins grabó las guitarras. En el 2008 Becker sacó su disco Collection que es su grandes éxitos y también con Paradise y Pro Tone Pedals sacó una guitarra signature y un pedal. A pesar de que los doctores le dijeron que sólo iba a tener 3 a 5 años de vida, Becker ha podido sobrevivir durante más de 30 años. La historia de su vida, hasta 2012, está resumida en el documental Jason Becker: Not Dead Yet, que además incluye un clinic suyo en Atlanta en un instituto cuando estaba sano e imágenes de conciertos suyos con Cacophony además de otros contenidos inéditos.
En 2018 lanza Triumphant Hearts, su disco más ambicioso desde que padece su enfermedad, el disco está financiado mediante una plataforma micromecenazgo y compuesto por él. En la grabación de estudio, tomaron parte numerosos guitarristas famosos (como Marty Friedman, Paul Gilbert, Greg Howe, entre muchos otros).

## Discografía

### David Lee Roth Band
- A Little Ain't Enough (1991)

### Cacophony
- Speed Metal Symphony (1987)
- Go Off! (1988)

### Carrera Solista
- Perpetual Burn (1988)
- Perspective (1996)
- The Raspberry Jams (1999)
- The Blackberry Jams (2003)
- Collection (2008)
- Boy Meets Guitar, Vol. 1 of the Youngster Tapes (2012)
- Triumphant Hearts (2018)

### Participaciones
- Dragon's Kiss (Marty Friedman) (1988)
- Inferno (Marty Friedman) (2014)